# Vágótok
A vágótok (Acipenser gueldenstaedtii) a csontos halak (Osteichthyes) főosztályának a sugarasúszójú halak (Actinopterygii) osztályába, ezen belül a tokalakúak (Acipenseriformes) rendjébe és a valódi tokfélék (Acipenseridae) családjába tartozó faj.

## Előfordulása
Oroszországban Nyugat-Szibériáig honos, de megtalálható az Urálban és a Volgában is. Az Al-Dunában is gyakori, hazánkba csak igen ritkán jut el. Legutóbb a Tiszában gyűjtötték. Védett!

## Alfajai
A vágó toknak 3 alfaja ismert:
- Acipenser gueldenstaedti colchicus - a Fekete- és Azovi-tengerben (és a beömlő folyókban a Dunától a Donig) fordul elő.
- Acipenser gueldenstaedti gueldenstaedti - a Kaszpi-tenger északi felén él.
- Acipenser gueldenstaedti persicus - a Kaszpi-tenger déli részén és annak vízgyűjtő területén él.

## Megjelenése
Testhossza  130-250 centiméter, de elérheti a 400 centimétert és a 80 kilogrammot is. Alsó állású szája közepes méretű, lapát alakú és kerekded átmérőjű. Rojtok nélküli bajuszszálai visszahajtva nem érnek a száj pereméig. Alsó ajka középen többnyire osztott. 10-13 hátvértje éles, hátrafelé irányuló hegyekkel (az idősebb példányoknál eltompultak); a 21-50 kis oldalvért olyan távol helyezkedik el egymástól, hogy a köztes részeken láthatóvá válik az oldalvonal; 8-10 hasvértje van. Erőteljes, orsó alakú teste magasabb, mint a többi Acipenser fajé, orra széles és rövid. Hátúszója a farokrészen foglal helyet. Hátoldala kékesszürke, hamuszürke vagy olajszürke, oldalai világosabbak; hasoldala a fehérestől a piszkos sárgáig változik. A csontos vértek elefántcsontszínűek.

## Életmódja
Rákokkal, rovarlárvákkal és kis halakkal táplálkozik.

## Szaporodása
A vágó tok vándorhal, ívni a folyókba úszik fel. Egy részük már a folyótorkolat homok- vagy kavicspadjain lerakja ikráit, mások messzire felhatolnak a folyókban. Február és május között rakja, 70-800 ezer ikráját. Ismeretesek állandó (nem vándorló) formák is (például a Volgából és a Dunából).

## Képek

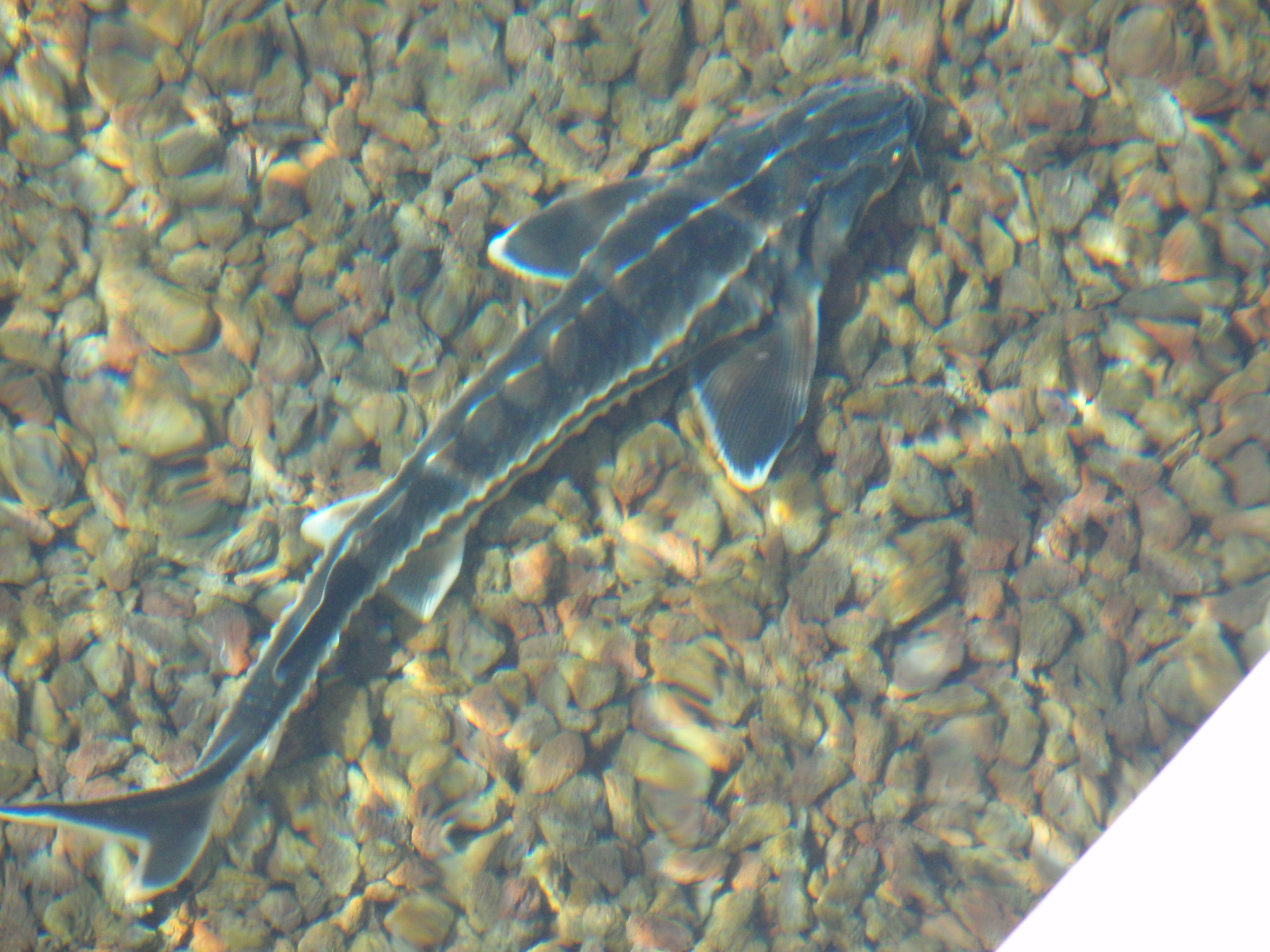
Akváriumokban
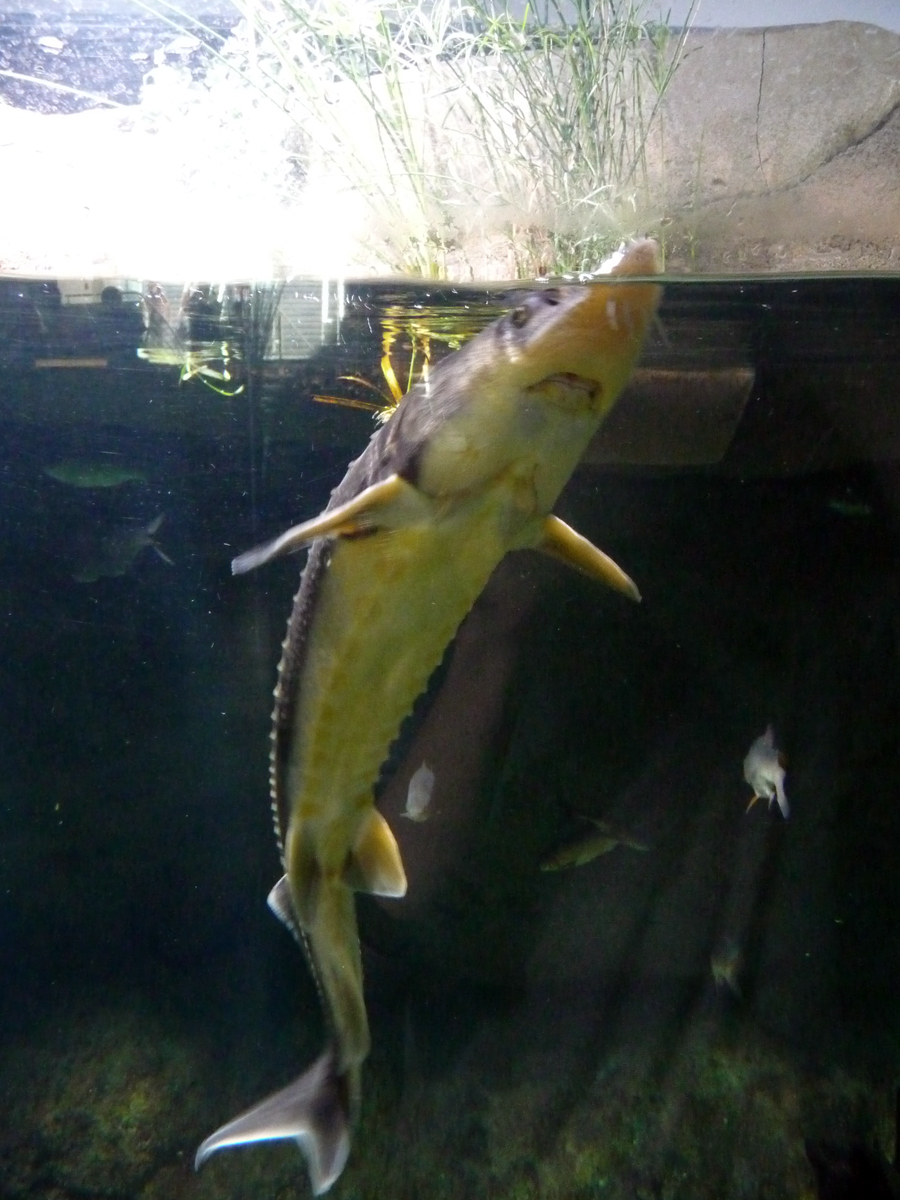
és
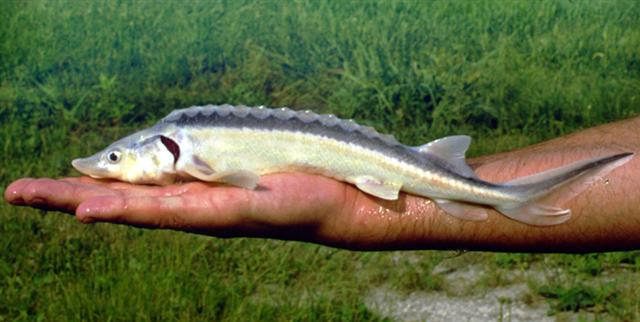
ember kezében
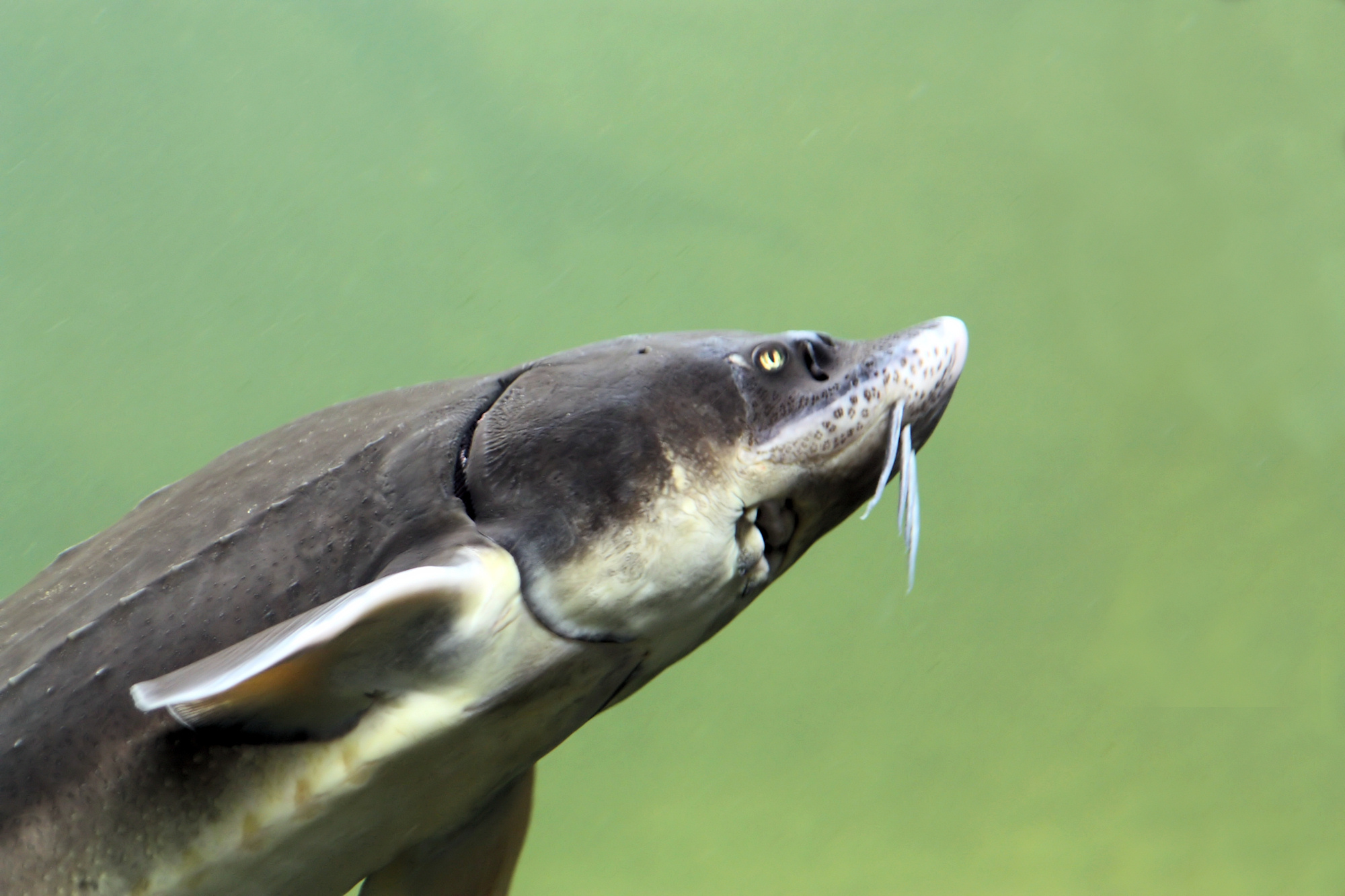
Portré
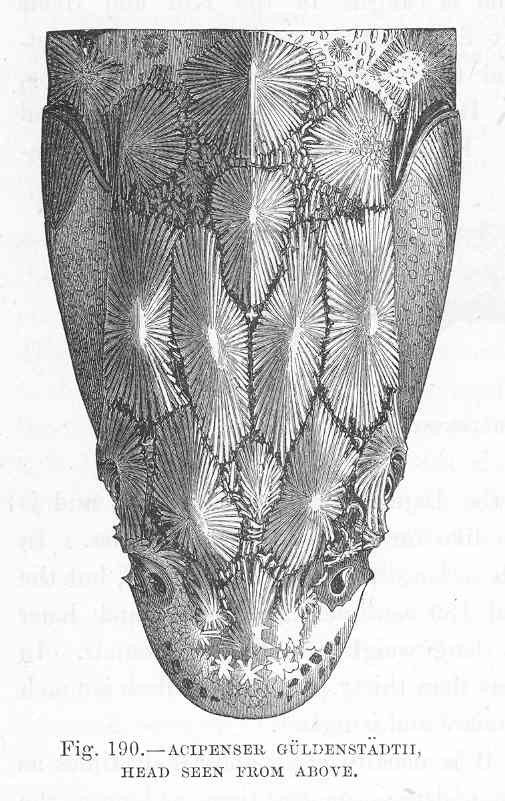
Rajz a fejéről, felülről
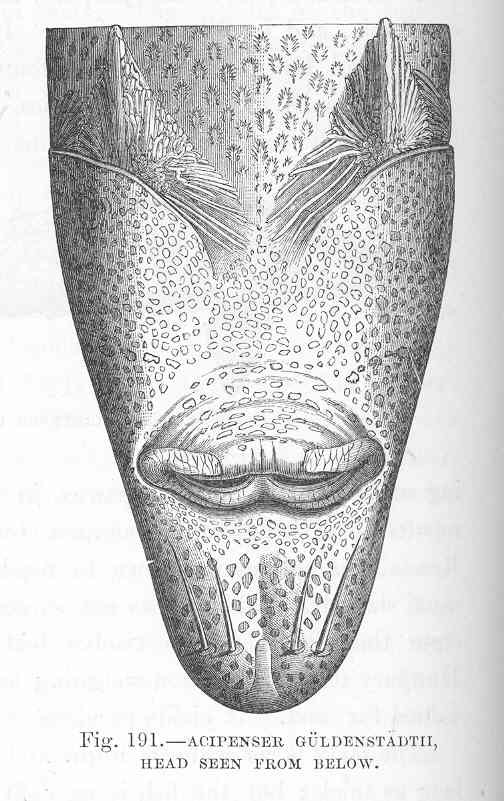
és alulról